# Andrena foveopunctata
Andrena foveopunctata är en biart som beskrevs av Johann Dietrich Alfken 1932. Andrena foveopunctata ingår i släktet sandbin, och familjen grävbin. Inga underarter finns listade i Catalogue of Life.